# آندریاس ایلیگر
آندریاس ایلیگر (به انگلیسی: Andreas Illiger) متولد ۱۹۸۲ (میلادی) یک توسعه‌دهنده بازی‌های ویدئویی خودآموختهی آلمانی است که در آکادمی هنرهای زیبای ماسِسیوس شهر کیل در رشته طراحی ارتباطی درس خوانده است. وی
ناشر و سازنده بازی تاینی وینگز برای آی‌اواس است که ۵٫۶ میلیون دلار تا به حال فروخته است.